# San Costantino Albanese
San Costantino Albanese (arberesjiska Shën Kostandini) är en stad och kommun i provinsen Potenza i regionen Basilicata i Italien. Kommunen hade 686 invånare (2017).
Staden grundades av arberesjerna som flytt undan osmanska ockupationen av Morea. Moj e bukura More är en känd sång som sägs ha sjungits av exil-arberesjerna.[källa behövs]